# 7790 Miselli
7790 Miselli è un asteroide della fascia principale. Scoperto nel 1995, presenta un'orbita caratterizzata da un semiasse maggiore pari a 3,1354950 UA e da un'eccentricità di 0,0911512, inclinata di 7,27830° rispetto all'eclittica.